# Masafumi Terada
Masafumi Terada (寺田 匡史 Terada Masafumi?, nacido el 10 de enero de 1994 en Nagasaki) es un futbolista japonés que se desempeña como defensa.

## Trayectoria

### Clubes
| Club                | País  | Año         |
| ------------------- | ----- | ----------- |
| Kagoshima United FC | Japón | 2016 - 2017 |

## Estadística de carrera

### J. League
| Club                | Año   | J. League | J. League | Copa J. League | Copa J. League | Total | Total |
| Club                | Año   | Part.     | Goles     | Part.          | Goles          | Part. | Goles |
| ------------------- | ----- | --------- | --------- | -------------- | -------------- | ----- | ----- |
| Kagoshima United FC | 2016  | 8         | 1         | -              | -              | 8     | 1     |
| Kagoshima United FC | 2017  | 0         | 0         | -              | -              | 0     | 0     |
| Total               | Total | 8         | 1         | 0              | 0              | 8     | 1     |